# Ярославская фабрика валяной обуви
ООО «Ярославская фабрика валяной обуви» — обувная фабрика в Ярославле, производящая валенки.

## История
Одним из крупнейших предпринимателей, занимавшихся скупкой, производством и реализацией валяной обуви стало семейство Кашиных, происходившее из крестьян Костромской губернии. Ещё будучи крестьянином, в 1870 году во временное купечество города Ярославля записался Илья Фомич Кашин. С 1879 года им, вместе с ближайшими родственниками, было открыто «товарищество на вере» для «торговли шерстью, валяным и всякого рода другим товаром». В это товарищество входил и Степан Фомич Кашин, в последующем ставший самостоятельным предпринимателем, открывшим собственную раздаточную контору и предприятие в Тверицах (район Ярославля). В 1891 году к Товариществу присоединился 19-летний племянник И. Ф. Кашина Иван Семёнович Кашин (записанный в мещанство), вложивший в дело 3 тысячи рублей. К 1902 году в Товариществе, продолжавшем торговлю шерстью и валяной обувью остались И. Ф. Кашин, его отец и племянник. Контора предприятия располагалась в Тверицах.
И. С. Кашин в 1904 году основал в Тверицах недалеко от станции Урочь сапоговаляльный завод, продукция которого вплоть до революции реализовывалась Торговым домом «И. Кашин с племянником» в Ярославле и на Нижегородской ярмарке. Несмотря на то, что на заводе был паровой двигатель, основная масса производственных операций осуществлялась вручную. Завод Кашина был наименее разрушен во время боёв лета 1918 года из всех предприятий Ярославля в валяльной отрасли — всего 40 % здания и оборудования.
В 1918 году завод был национализирован, а в 1922 году переименован в сапоговаляльную фабрику «Упорный труд». С 1930 года началась реконструкция фабрики, была введена механизация некоторых процессов, что увеличило производительность предприятия. Частичная механизация производилась и в дальнейшем, но охватывала лишь, транспортировку шерсти и некоторые другие вспомогательные процессы. Но несмотря на это на фабрике очень велик процент ручного труда, так как специфика производства состоит в том, что важнейший этап изготовления валяной обуви — основообразование — производится, как и во времена кустарей-одиночек — вручную, без применения инструментов. До сих пор не изобрели машину, способную заменить в этом ответственном деле умелые руки мастера.
Ярославские валенки были хорошо известны в армии, среди участников полярных экспедиций, рабочих Урала, колхозников Севера и т. д..
В 1995 году предприятие было признано банкротом, а в 1997 — обрело новых хозяев, приложивших немало усилий для выведения фабрики из кризиса.

## Современность
Сегодня большинство предприятий некогда многочисленной отрасли либо уже закрылись, либо находятся на грани закрытия производства. Но ООО «Ярославская фабрика валяной обуви» является исключением. Вот уже на протяжении ряда лет ежегодно наращиваются объёмы выпуска продукции. Фабрика год за годом удостаивается поощрительных дипломов от администрации области за успешные финансово-экономические показатели.